# Дзюба Артем Сергійович
Артем Сергійович Дзюба (рос. Артём Сергеевич Дзюба, нар. 22 серпня 1988, Москва) — російський футболіст українського походження, нападник клубу «Акрон».

## Клубна кар'єра
Народився 22 серпня 1988 року в місті Москва.
Батько українець, із міста Лубни, Полтавської області, працював міліціонером; мати із міста Цивільськ, Чувашія, працювала в магазині.
Вихованець футбольної школи клубу «Спартак» (Москва). Дорослу футбольну кар'єру розпочав 2006 року в основній команді того ж клубу, в якій провів три сезони, взявши участь у 47 матчах чемпіонату.
Протягом 2009—2010 років на правах оренди грав за клуб «Том».
Після повернення з оренди приєднався до «Спартака» у 2011 році. Цього разу відіграв за московських спартаківців наступні два сезони своєї ігрової кар'єри. Більшість часу, проведеного у складі московського «Спартака», був основним гравцем атакувальної ланки команди.
Протягом 2013—2014 років захищав кольори команди клубу «Ростов», граючи на правах оренди.
До складу клубу «Спартак» (Москва) знову повернувся 2014 року. Відтоді встиг відіграти за московських спартаківців 13 матчів в національному чемпіонаті.
6 лютого 2015 року було оголошено, що Дзюба підписав контракт з петербурзьким «Зенітом». За його умовами гравець повинен був приєднатися до команди з 1 липня 2015 року, коли його контракт з москвичами мав закінчитись, а зарплата Дзюби склала 3,3 млн євро в рік. До переходу Дзюби з «Спартака» в «Зеніт» гравець був переведений у дубль.
9 квітня 2016 року забив 100-й гол у кар'єрі, вразивши ворота «Амкара». На початку 2017 року був обраний віцекапітаном «Зеніту». 19 листопада 2017 року зіграв у матчі з «Тосно», провівши 100-й матч у складі петербурзької команди. Надалі був виведений зі складу команди та не брав участь у її першому зборі в січні 2018 року. За підсумками сезону взяв участь у 24 матчах і забив два м'ячі.
По ходу сезону Дзюба остаточно втратив місце в стартовому складі «Зеніту». В результаті 31 січня 2018 року він був відданий в оренду до кінця сезону в тульський «Арсенал». 9 березня Артем забив перший гол за «канонірів», вразивши ворота «Амкара». Бувши в оренді Дзюба 22 квітня взяв участь проти свого чинного клубу «Зеніту», в якому відзначився гольовою передачею, а на останніх хвилинах відзначився забитим голом, принісши своїй команді нічию, матч закінчився з рахунком 3:3.

## Виступи за збірні
Протягом 2009–2011 років залучався до складу молодіжної збірної Росії. На молодіжному рівні зіграв у 9 офіційних матчах, забив 4 голи.
У 2011 році дебютував в офіційних матчах у складі національної збірної Росії. Наразі провів у формі головної команди країни 23 матчів, забивши 11 голи.
У складі збірної був учасником чемпіонату Європи 2016 року у Франції, чемпіонату світу 2018 року у Росії. На домашньому мундіалі в матчі-відкритті проти Саудівської Аравії вийшов на поле на 70-й хвилині замість Федора Смолова, а на 71-й забив гол, зробивши рахунок 4:0 на користь Росії.

## Статистика виступів

### Статистика клубних виступів
| Сезон                        | Команда                      | Чемпіонат                    | Чемпіонат | Чемпіонат | Національний кубок | Національний кубок | Національний кубок | Континентальні кубки | Континентальні кубки | Континентальні кубки | Інші змагання | Інші змагання | Інші змагання | Усього | Усього |
| Сезон                        | Команда                      | Ліга                         | Ігор      | Голів     | Ліга               | Ігор               | Голів              | Ліга                 | Ігор                 | Голів                | Ліга          | Ігор          | Голів         | Ігор   | Голів  |
| ---------------------------- | ---------------------------- | ---------------------------- | --------- | --------- | ------------------ | ------------------ | ------------------ | -------------------- | -------------------- | -------------------- | ------------- | ------------- | ------------- | ------ | ------ |
| 2006                         | «Спартак» (Москва)           | ПЛ                           | 5         | 0         | КР                 | 6                  | 2                  | -                    | -                    | -                    | -             | -             | -             | 11     | 2      |
| 2007                         | «Спартак» (Москва)           | ПЛ                           | 16        | 1         | КР                 | 1                  | 0                  | КУЄФА                | 1                    | 0                    | -             | -             | -             | 18     | 1      |
| 2008                         | «Спартак» (Москва)           | ПЛ                           | 16        | 1         | КР                 | 0                  | 0                  | КУЄФА                | 5                    | 2                    | -             | -             | -             | 21     | 3      |
| 2009                         | «Спартак» (Москва)           | ПЛ                           | 8         | 2         | КР                 | -                  | -                  | ЛЧ+КУЄФА             | 2+2                  | 1+2                  | -             | -             | -             | 12     | 5      |
| 2009                         | «Том»                        | ПЛ                           | 10        | 3         | КР                 | 1                  | 1                  | -                    | -                    | -                    | -             | -             | 11            | 4      |        |
| 2010                         | «Спартак» (Москва)           | ПЛ                           | 2         | 0         | КР                 | 2                  | 1                  | -                    | -                    | -                    | -             | -             | -             | 4      | 1      |
| 2010                         | «Том»                        | ПЛ                           | 24        | 10        | КР                 | -                  | -                  | -                    | -                    | -                    | -             | -             | -             | 25     | 10     |
| Усього за «Том»              | Усього за «Том»              | Усього за «Том»              | 34        | 13        |                    | 1                  | 1                  |                      | -                    | -                    |               | -             | -             | 35     | 14     |
| 2011–12                      | «Спартак» (Москва)           | ПЛ                           | 41        | 11        | КР                 | 1                  | 0                  | ЛЄ+ЛЄ                | 6+2                  | 2+0                  | -             | -             | -             | 50     | 13     |
| 2012–13                      | «Спартак» (Москва)           | ПЛ                           | 25        | 4         | КР                 | 1                  | 0                  | ЛЧ                   | 6                    | 0                    | -             | -             | -             | 32     | 4      |
| 2013–14                      | «Ростов»                     | ПЛ                           | 28        | 17        | КР                 | 3                  | 2                  | -                    | -                    | -                    | -             | -             | -             | 31     | 19     |
| 2014–15                      | «Спартак» (Москва)           | ПЛ                           | 13        | 7         | КР                 | 1                  | 0                  | -                    | -                    | -                    | -             | -             | -             | 14     | 7      |
| Усього за «Спартак» (Москва) | Усього за «Спартак» (Москва) | Усього за «Спартак» (Москва) | 126       | 26        |                    | 12                 | 3                  |                      | 24                   | 7                    |               | -             | -             | 162    | 36     |
| 2014–15                      | «Ростов»                     | ПЛ                           | 11+1      | 1+0       | КР                 | -                  | -                  | -                    | -                    | -                    | -             | -             | -             | 12     | 1      |
| Усього за «Ростов»           | Усього за «Ростов»           | Усього за «Ростов»           | 39+1      | 18        |                    | 3                  | 2                  |                      | -                    | -                    |               | -             | -             | 43     | 20     |
| 2015–16                      | «Зеніт»                      | ПЛ                           | 30        | 15        | КР                 | 5                  | 2                  | ЛЧ                   | 8                    | 6                    | СР            | 1             | 0             | 44     | 23     |
| 2016–17                      | «Зеніт»                      | ПЛ                           | 26        | 13        | КР                 | 1                  | 0                  | ЛЄ                   | 6                    | 1                    | СР            | 1             | 0             | 34     | 14     |
| 2017–18                      | «Зеніт»                      | ПЛ                           | 15        | 1         | КР                 | 1                  | 0                  | ЛЄ                   | 8                    | 1                    | -             | -             | -             | 24     | 2      |
| 2018–19                      | «Зеніт»                      | ПЛ                           | 27        | 8         | КР                 | 1                  | 0                  | ЛЄ                   | 9                    | 5                    | -             | -             | -             | 37     | 13     |
| 2019–20                      | «Зеніт»                      | ПЛ                           | 28        | 17        | КР                 | 2                  | 2                  | ЛЧ                   | 6                    | 2                    | СР            | 1             | 0             | 37     | 21     |
| 2020–21                      | «Зеніт»                      | ПЛ                           | 27        | 20        | КР                 | 1                  | 0                  | ЛЧ                   | 5                    | 1                    | СР            | 1             | 1             | 34     | 22     |
| 2021–22                      | «Зеніт»                      | ПЛ                           | 17        | 10        | КР                 | 0                  | 0                  | ЛЧ                   | 6                    | 0                    | СР            | 1             | 0             | 24     | 10     |
| Усього за «Зеніт»            | Усього за «Зеніт»            | Усього за «Зеніт»            | 170       | 84        |                    | 11                 | 4                  |                      | 48                   | 16                   |               | 5             | 1             | 234    | 105    |
| 2017–18                      | «Арсенал» (Тула)             | ПЛ                           | 10        | 6         | -                  | -                  | -                  | -                    | -                    | -                    | -             | -             | -             | 10     | 6      |
| Усього за кар'єру            | Усього за кар'єру            | Усього за кар'єру            | 379       | 147       |                    | 28                 | 12                 |                      | 74                   | 23                   |               | 7             | 1             | 488    | 183    |

### Статистика виступів за збірну
| Дата       | Місто          | Господарі         | Результат | Гості             | Турнір             | Голи | Примітки |
| ---------- | -------------- | ----------------- | --------- | ----------------- | ------------------ | ---- | -------- |
| 11-11-2011 | Пірей          | Греція            | 1 – 1     | Росія             | товариський матч   | -    | 46'      |
| 14-11-2012 | Краснодар      | Росія             | 2 – 2     | США               | товариський матч   | -    | 67'      |
| 14-08-2013 | Белфаст        | Північна Ірландія | 1 – 0     | Росія             | Відбір до ЧС 2014  | -    | 46'      |
| 08-09-2014 | Хімки          | Росія             | 4 – 0     | Ліхтенштейн       | Відбір до ЧЄ 2016  | 1    | 46' 65'  |
| 09-10-2014 | Стокгольм      | Швеція            | 1 – 1     | Росія             | Відбір до ЧЄ 2016  | -    |          |
| 12-10-2014 | Москва         | Росія             | 1 – 1     | Молдова           | Відбір до ЧЄ 2016  | 1    | 73'      |
| 15-11-2014 | Відень         | Австрія           | 1 – 0     | Росія             | Відбір до ЧЄ 2016  | -    | 75'      |
| 18-11-2014 | Будапешт       | Угорщина          | 1 – 2     | Росія             | товариський матч   | -    | 63'      |
| 31-3-2015  | Хімки          | Росія             | 0 – 0     | Казахстан         | товариський матч   | -    | 46'      |
| 5-9-2015   | Москва         | Росія             | 1 – 0     | Швеція            | Відбір до ЧЄ 2016  | 1    | 80'      |
| 8-9-2015   | Вадуц          | Ліхтенштейн       | 0 – 7     | Росія             | Відбір до ЧЄ 2016  | 4    |          |
| 9-10-2015  | Кишинів        | Молдова           | 1 – 2     | Росія             | Відбір до ЧЄ 2016  | 1    | 88'      |
| 12-10-2015 | Москва         | Росія             | 2 – 0     | Чорногорія        | Відбір до ЧЄ 2016  | -    | 84'      |
| 14-11-2015 | Краснодар      | Росія             | 1 – 0     | Португалія        | товариський матч   | -    |          |
| 17-11-2015 | Ростов-на-Дону | Росія             | 1 – 3     | Хорватія          | товариський матч   | -    | 70'      |
| 29-3-2016  | Сен-Дені       | Франція           | 4 – 2     | Росія             | товариський матч   | -    |          |
| 1-6-2016   | Інсбрук        | Росія             | 1 – 2     | Чехія             | товариський матч   | -    | 46'      |
| 5-6-2016   | Монако         | Сербія            | 1 – 1     | Росія             | товариський матч   | 1    |          |
| 11-6-2016  | Марсель        | Англія            | 1 – 1     | Росія             | ЧЄ 2016 - 1-й етап | -    |          |
| 15-6-2016  | Вільнев-д'Аск  | Росія             | 1 – 2     | Словаччина        | ЧЄ 2016 - 1-й етап | -    |          |
| 20-6-2016  | Тулуза         | Росія             | 0 – 3     | Уельс             | ЧЄ 2016 - 1-й етап | -    |          |
| 9-10-2016  | Краснодар      | Росія             | 3 – 4     | Коста-Рика        | товариський матч   | 2    | 89'      |
| 30-5-2018  | Інсбрук        | Австрія           | 1 – 0     | Росія             | товариський матч   | -    | 72'      |
| 14-6-2018  | Москва         | Росія             | 5 – 0     | Саудівська Аравія | ЧС 2018 - 1-й етап | 1    | 70'      |
| Усього     |                | Матчів            | 24        |                   | Голів              | 12   |          |

## Титули та досягнення
- Володар Кубка Росії (3):

«Ростов»: 2013–14
«Зеніт»: 2015–16, 2019–20
- Володар Суперкубка Росії (4):

«Зеніт»: 2015, 2016, 2020, 2021
- Чемпіон Росії (4):

«Зеніт»: 2018–19, 2019–20, 2020–21, 2021–22

### Особисті
- Член Клубу Григорія Федотова (2016 рік).
- Член Клубу 100 російських бомбардирів (2016 рік).
- Нагорода найкращого молодого гравця року футбольного клубу «Спартак» (Москва): 2006
- У списку 33 найкращих футболістів чемпіонату Росії: № 1 — 2016/17, № 2 — 2013/14, 2015/16; № 3 — 2010
- Найкращий футболіст місяця чемпіонату Росії з футболу: липень 2013, серпень 2014, липень 2015
- Найкращий гравець ФК «Ростов» за версією сайту фанатів ФК «Ростсельмаш»: 2013/14[9]
- Найкращий бомбардир чемпіонату Росії 2019—2020, 2020—2021